# Juno Awards 2025
Die Juno Awards 2025 wurden am 30. März 2025 in der Rogers Arena, Vancouver, British Columbia verliehen. Die Moderation übernahm der Sänger Michael Bublé.
Die Auszeichnungen werden von der Canadian Academy of Recording Arts and Sciences (CARAS) vergeben. Gewürdigt werden die Leistungen einheimischer Musiker und die Erfolge ausländischer Musiker in Kanada im vorherigen Jahr.
Mit fünf Auszeichnungen gewann die meisten Awards Tate McRae. Zusammen mit Josh Ross war sie auch am häufigsten nominiert.

## Hintergrund
Die Nominierungen wurden am 11. Februar 2025 verkündet. Die Hauptverleihung wurde von CBC Television übertragen und von CBC Gem gestreamt.

## Kontroverse um Kategorien
Bereits ein Jahr zuvor gab es eine Kontroverse, weil die Organisatoren der Veranstaltung angekündigt hatten, mehrere Kategorien zu streichen, darunter Reggae Recording of the Year, Children’s Album of the Year, Contemporary Christian/Gospel Album of the Year und das International Album of the Year. Es wurde argumentiert, dass gerade die kommerziell weniger ertragreichen Genres auf ihre Visiabilität im Rahmen der Awards angewiesen seien. Zudem beklagten die Reggae-Künstler, dass es sich um eine rassistische Änderung handele, da Reggae eines der wenigen kanadischen Musikgenres sei, bei dem Schwarze Preise gewinnen würden.
Die Organisatoren ruderten bereits acht Tage nach der Ankündigung zurück und änderten nur wenig. Die Kategorie für das internationale Album wurde zwar gestrichen, dafür kamen mit einem Award für südasiatische Musik und Songwriter zwei neue Kategorien hinzu.

## Liveauftritte
Sum 41 traten bei der Verleihung zum allerletzten Mal live auf, nachdem sie bereits im Januar ihre Farewell-Tour beendet hatten. Sie wurden in die Canadian Music Hall of Fame aufgenommen.
Weitere Auftritte gab es von Moderator Michael Bublé, Josh Ross, Snotty Bose Rez Kids, Nemahsis, Aqylia, Tia Wood, Elisapie, Jonita Gandhi, Maestro Fresh Wes, Roxane Bruneau, bbno$ with Priyanka, Peach Pit, Chani Nattan, Inderpal Moga, Jazzy B und Gminxr.

## Gewinner und Nominierte

### Personen
| Artist of the Year/Artiste de l’année | Group of the Year/Groupe de l’année |
| --- | --- |
| Tate McRae - Kaytranada - Shawn Mendes - Josh Ross - The Weeknd | The Beaches - Crash Adams - Mother Mother - Spiritbox - Sum 41 |
| Breakthrough Artist of the Year/Révélation de l’année (artiste) / Breakthrough Group of the Year/Révélation de l’année (groupe) | Fan Choice/Choix du public |
| Nemahsis - Tony Ann - AP Dhillon - Chris Grey - ekkstacy - AR Paisley - Owen Riegling - Alexander Stewart - Sukha - Zeina | bbno$ - Karan Aujla - Dean Brody - Les Cowboys Fringants - Jade Eagleson - Josh Ross - Tate McRae - Shawn Mendes - Preston Pablo - The Weeknd |
| Songwriter of the Year/Auteur-compositeur de l’année | Songwriter (Non-Performing) of the Year |
| - Mustafa – Name of God, Leaving Toronto, I'll Go Anywhere - AP Dhillon – Old Money, Losing Myself, Bora Bora - Nemahsis – stick of gum, you wore it better, coloured concrete - Jessie Reyez – Child of Fire, Ridin, Shut Up - The Weeknd – Dancing in the Flames, Timeless, São Paulo | - Lowell – Texas Hold 'Em (Beyoncé), Bodyguard (Beyoncé), Takes One to Know One (The Beaches) - Evan Blair – Beautiful Things (Benson Boone), Pretty Slowly (Benson Boone), i hope i never fall in love (Maren Morris) - Nathan Ferraro – Texas Hold 'Em (Beyoncé), Smoke (Ari Lennox), Who Do I Call Now? (Hellbent) (Sofia Camara) - Shaun Frank – Love Somebody (Morgan Wallen), Training Season (Dua Lipa), Sideways (Gordo) - Tobias Jesso Jr. – Houdini (Dua Lipa), push me over (Maren Morris), Come Show Me (Camila Cabello) |
| Producer of the Year/Réalisateur de l’année | Recording Engineer of the Year/Ingénieur du son de l’année |
| - Jack Rochon – II Hands II Heaven (Beyoncé), Protector (Beyoncé), Jolene (Beyoncé), My Way (Charlotte Day Wilson), Crash (Kehlani), Tears (Kehlani) - Evan Blair – Pretty Slowly (Benson Boone), Beautiful Things (Benson Boone), club heaven (Nessa Barrett), No High (David Kushner), this is how a woman leaves (Maren Morris), i hope i never fall in love (Maren Morris) - Shawn Everett – II Most Wanted (Beyoncé), Found Heaven (Conan Gray), Bright Lights (The Killers), I Don't (Brittany Howard), Eye of the Night (Conan Gray), Prove It to You (Brittany Howard) - Akeel Henry – Spin (Megan Thee Stallion), Smoke (Ari Lennox), Shake (Chlöe), Oh, Wait… (Shae Universe), I Choose You (Melanie Fiona), Love Ain't Guaranteed (Mist) - Aaron Paris – intro (end of the world) (Ariana Grande), Bought the Earth (Yeat), Let it Breathe (Ski Mask the Slump God), Tiger Eye (Loony), Dishonored (Sean Leon and Jessie Reyez), R e a l W o m a n (PartyNextDoor) | - Serban Ghenea – Please Please Please (Sabrina Carpenter), Lose Control (Teddy Swims) - Shawn Everett – Don't Forget Me (Maggie Rogers), Deeper Well (Kacey Musgraves) - Hill Kourkoutis – Ghost (Sebastian Gaskin), Should We (Emi Jeen) - Mitch McCarthy – Good Luck, Babe! (Chappell Roan), Make You Mine (Madison Beer) - George Seara – Soft Spot (Keshi), Dream (Keshi) |

### Alben
| Album of the Year/Album de l’année | Adult Alternative Album of the Year/Album adulte alternatif de l’anné |
| --- | --- |
| - Tate McRae – Think Later - Roxane Bruneau – Submergé - Elisapie – Inuktitut - Josh Ross – Complicated - Sukha – Undisputed | - Elisapie – Inuktitut - Terra Lightfoot – Healing Power - The Secret Beach – We Were Born Here – What's Your Excuse? - Leif Vollebekk – Revelation - Wild Rivers – Never Better |
| Adult Contemporary Album of the Year | Alternative Album of the Year/Album alternatif de l’anné |
| - Maïa Davies – Lovers' Gothic - Aphrose – Roses - Celeigh Cardinal – Boundless Possibilities - Kellie Loder – Transitions - Maddee Ritter – Songs of Love and Death                                                                                    | - Nemahsis – Verbathim - Luna Li – When a Thought Grows Wings - Peach Pit – Magpie - Ruby Waters – What's the Point - Valley – Water the Flowers – Pray for a Garden |
| Blues Album of the Year/Album de blues de l’année | Children’s Album of the Year/Album jeunesse de l’année |
| - Big Dave McLean – This Old Life - Blue Moon Marquee – New Orleans Sessions - Sue Foley – One Guitar Woman - David Gogo – Yeah! - Samantha King and the Midnight Outfit – Samantha King and the Midnight Outfit                                        | - Raffi and The Good Lovelies – Penny Penguin - Kym Gouchie – Shun Beh Nats'ujeh: We Are Healing Through Songs - Riley Rocket and MegaBlast – Riley Rocket: Songs from Season One - Walk Off the Earth and Romeo Eats – Buon Appetito - Young Maestro – Maestro Fresh Wes Presents: Young Maestro "Rhyme Travellers" |
| Classical Album of the Year (Solo Artist)/Album classique de l’année (solo) | Classical Album of the Year (Large Ensemble)/Album classique de l’année (grand ensemble) |
| - Emily D'Angelo – Freezing - Angèle Dubeau – Signature Phillip Glass - James Ehnes – Williams Violin Concerto No. 1: Bernstein Serenade - India Gailey – Butterfly Lightning Shakes the Earth - Barbara Hannigan – Messaien                            | - Toronto Symphony Orchestra conducted by Gustavo Gimeno featuring Marc-André Hamelin and Nathalie Forget – Messiaen: Turangalîla-Symphonie - Mark Fewer featuring Aiyun Huang – Deantha Edmunds and Mark Fewer – Alikeness – Newfoundland Symphony Orchestra Sinfonia - Luminous Voices – Ispiciwin - Orchestre Métropolitain conducted by Yannick Nézet-Séguin – Sibelius 2 & 5 - Montreal Symphony Orchestra conducted by Rafael Payare – Schoenberg: Pelleas und Melisande & Verklärte Nacht |
| Classical Album of the Year (Small Ensemble)/Album classique de l’année (petit ensemble) | Jazz Album of the Year (Group)/Album jazz de l’année (groupe) |
| - collectif9 – Rituæls - Canadian Art Song Project – Known to Dreamers: Black Voices in Canadian Art Song - Karina Gauvin – Marie Hubert: Fille du Roy - Infusion Baroque – East Is East - St. John–Mercer–Park Trio – Kevin Lau: Under a Veil of Stars | Hilario Durán and His Latin Jazz Big Band – Cry Me a River - Alison Au with the Migrations Ensemble – Migrations - Canadian Jazz Collective – Septology: The Black Forest Session - Mike Murley & Mark Eisenman Quartet – Recent History - Nick Maclean Quartet feat. Brownman Ali – Convergence |
| Classical Album of the Year (Small Ensemble)/Album classique de l’année (petit ensemble) | Contemporary Indigenous Artist or Group of the Year/Artiste ou groupe autochtone contemporain de l’année |
| Constantinople – Il Ponte di Leonardo - Andrew Armstrong & James Ehnes – Mythes - Les Barocudas – Basta parlare! - Cheng² Duo – Portrait - Angèle Dubeau & La Pietà Analekta – Portrait: Alex Baranowski                                                | - Sebastian Gaskin – Brown Man - Celeigh Cardinal – Boundless Possibilities - Snotty Nose Rez Kids – Red Future - Adrian Sutherland – Precious Diamonds - Tia Wood – Pretty Red Bird |
| Traditional Indigenous Artist of the Year/Artiste ou groupe autochtone traditional de l’année | Contemporary Roots Album of the Year/Album roots contemporain de l’année |
| - Black Bear Singers – New Comings - Cree Confederation – Traveling Home - Brianna Lizotte – Winston & I - Northern Cree – REZilience - Young Spirit – Ostesihtowin/Brotherhood                                                                         | - Kaia Kater – Strange Medicine - Boy Golden – For Eden - Abigail Lapell – Anniversary - Julian Taylor – Pathways - Donovan Woods – Things Were Never Good if They're Not Good Now |
| Traditional Roots Album of the Year/Album roots traditionnel de l’année | Contemporary Christian/Gospel Album of the Year / Album chrétien/gospel contemporain de l’année |
| - Jake Vaadeland – Retro Man ... More and More - La Bottine Souriante – Domino! - Inn Echo – Hemispheres - Loreena McKennitt – The Road Back Home (Live) - Sylvia Tyson – At the End of the Day                                                         | - Ryan Ofei – Restore - Elenee – Elenee - Jordan St. Cyr – My Foundation - Tehillah Worship – Miracle in the Making - Toronto Mass Choir – Hymns Alive (Live) |
| Country Album of the Year/Album country de l’année | Electronic Album of the Year/Album électronique de l’année |
| - Josh Ross – Complicated - Brett Kissel – The Compass Project: West Album - Tyler Joe Miller – Going Home - Mackenzie Porter – Nobody's Born with a Broken Heart - Dallas Smith – Dallas Smith                                                         | - Priori – This But More - Caribou – Honey - Ebony – Union - Fred Everything – Love Care Kindness & Hope - Kaytranada – Timeless |
| Album francophone de l’année | Global Music Album of the Year/Album de musique globale de l’année |
| - Klô Pelgag – Abracadabra - Les Cowboys Fringants – Pub Royal - Fredz – Demain il fera beau - Aliocha Schneider – Aliocha Schneider - Jay Scott – Toutes les rues sont silencieuses                                                                    | - Djely Tapa – Dankoroba - Ramon Chicharron – Niebla - Didon – Malak - Ahmed Moneka – Kanzafula - Abby V – Aarambh |
| Instrumental Album of the Year/Album instrumental de l’année | Jazz Album of the Year (Solo)/Album jazz de l’année (solo) |
| - Intervals – Memory Palace - Eric Bearclaw – Distant Places - Disaster Pony – Disaster Pony - Ginger Beef – Ginger Beef - Lara Wong and Melón Jimenez – Confluencias                                                                                   | - André Leroux – Montreal Jazz Series 1 (Échanges Synaptiques) - Jocelyn Gould – Portrait of Right Now - Mark Kelso – The Antrim Coast - Larnell Lewis – Slice of Life - Audrey Ochoa – The Head of a Mouse |
| Jazz Album of the Year (Group)/Album jazz de l’année (groupe) | Vocal Jazz Album of the Year/Album de jazz vocal de l’année |
| - Jeremy Ledbetter Trio – Gravity - Andy Milne and Unison – Time Will Tell - Carn Davidson 9 – Reverence - Christine Jensen Jazz Orchestra – Harbour - Raagaverse – Jaya                                                                                | - Caity Gyorgy – Hello! How Are You? - Laila Biali – Wintersongs - Kellylee Evans – Winter Song - Sarah Jerrom – Magpie - Andrea Superstein – Oh Mother |
| Metal/Hard Music Album of the Year/Album de musique métal/hard de l’année | Rap Album/EP of the Year / Album/maxi rap de l’année |
| - Anciients – Beyond the Reach of the Sun - Kittie – Fire - Spiritbox – The Fear of Fear - Striker – Ultrapower - Devin Townsend – PowerNerd | - Snotty Nose Rez Kids – Red Future - Belly – 96 Miles from Bethlehem - Classified – Luke's View - DijahSB – The Flower That Knew - Dom Vallie – See You When I See You |
| Rock Album of the Year/Album rock de l’année | Comedy Album of the Year/Album d’humour de l’année |
| - Nobro – Set Your Pussy Free - Big Wreck – Pages - Mother Mother – Grief Chapter - Sum 41 – Heaven :x: Hell - JJ Wilde – Vices | - Debra DiGiovanni – Honourable Intentions - Ivan Decker – Popcorn - Courtney Gilmour – Wonder Woman - Nathan Macintosh – Down with Tech - Jess Salomon – Sad Witch |
| Pop Album of the Year/Album pop de l’année | |
| - Tate McRae – Think Later - Jamie Fine – If This Is It… - Shawn Mendes – Shawn - Preston Pablo – Anywhere But Here - Alexander Stewart – Bleeding Heart                                                                                                | |

### Lieder und Aufnahmen
| Single of the Year/Single de l’année | Classical Composition of the Year |
| --- | --- |
| Tate McRae – Exes - Karan Aujla – Winning Speech - Shawn Mendes – Why Why Why - Josh Ross – Single Again - The Weeknd and Playboi Carti – Timeless                                           | - Deantha Edmunds – Angmalukisaa - Keiko Devaux – L'écoute du perdu : III. « Voix jetées » - Gabriel Dharmoo – The Fog in Our Poise - Vivian Fung – String Quartet No. 4: Insects and Machines - Linda Catlin Smith – Dark Flower |
| Dance Recording of the Year/Enregistrement dance de l’année | Contemporary R&B Recording of the Year/Enregistrement R&B contemporain de l’année |
| - Interplanetary Criminal feat. SadBoi – No Time - DijahSB – Uh Huh - Rezz – Virtual Riot feat. One True God – Give in to you - So Sus – Call Me When - Wawa – Foul Taste                    | - Aqyila – Bloom - Avenoir – Noire - Loony – Loony - Dylan Sinclair – For the Boy in Me - Zeina – Eastend Confessions |
| Reggae Recording of the Year | Traditional R&B/Soul Recording of the Year |
| - Exco Levi – Born to Be Free - King Cruff and Runkus – Fall Back - Tonya P – Rise - Lee Scratch Perry and Bob Riddim – Destiny - Skystar – Sky's the Limit                                  | - TheHonestGuy – Velvet Soul - Aqyila – Limbo - Benita – The Worst - Luna Elle – Halfway Broken - Charlotte Day Wilson – Cyan Blue                                                                                                |
| Rap Single of the Year/Single rap de l’année | Underground Dance Single of the Year/Single dance underground de l’année |
| - Jessie Reyez featuring Big Sean – Shut Up - Classified – People - Haviah Mighty – Double the Fun - Snotty Nose Rez Kids – BBE - Souldia feat. Lost – Hier encore                           | - Ciel – Bamboo - Hicky & Kalo and Hernan Cattaneo – Distant Memories - Destrata – Keepsake - Jesse Mac Cormack – Charlie Houston and Brö – La Vérité - Suray Sertin – WTP                                                        |
| South Asian Music Recording of the Year | |
| - AP Dhillon – The Brownprint - Karan Aujla – Tauba Tauba - Jonita Gandhi – Love Like That - Chani Nattan – Inderpal Moga and Jazzy B – Coolin - Yanchan Produced and Sandeep Narayan – Arul | |

### Weitere
| Album Artwork of the Year/Graphisme d’album de l’anné | Music Video of the Year/Vidéoclip de l’anné |
| --- | --- |
| - Keenan Gregory – Altruistic, Royal Tusk - Erik M. Grice, Vanessa Elizabeth Heins – Chandler, Wyatt C. Louis - Gabriel Noel Altrows – Good Kid 4, Good Kid - Kee Avil, Jacqueline Beaumont, Fatine-Violette Sabiri – Spine, Kee Avil - Kevin Hearn, Lauchlan Reid, Antoine Jean Moonen – Basement Days, The Glacials        | - Mustafa – Mustafa, Name of God - Jonah Haber – Tinashe, Nasty - Winston Hacking – Corridor, Jump Cut - Jorden Lee – Sean Leon, Gravity - Adrian Villagomez – Apashe & Wasiu, Human |
| MusiCounts Teacher of the Year | |
| Jeannie Hunter, Nepean High School (Ottawa, ON) - Greg Chomut, Dennis Franklin Cromarty High School (Thunder Bay, ON) - Robert Colbourne, Holy Heart of Mary Regional High School (St. John's, NL) - Emily Dominey, Dundas Valley Secondary School (Hamilton, ON) - Drew Van Allen, Nakoda Elementary School (Mînî Thnî, AB) | |

## Special Awards

### Canadian Music Hall of Fame
- Sum 41

### Juno Humanitarian Award
- Sarah Harmer

### Lifetime Achievement Award
- Anne Murray

### International Achievement Award
- Boi-1da